# Castillo de Dinefwr
El castillo de Dinefwr (también conocido como Dynevor) es un castillo situado sobre una colina junto al río Towy, cerca de la localidad de Llandeilo (Carmarthenshire, Gales). Dinefwr fue la sede del reino de Deheubarth.
Tradicionalmente, se atribuye la construcción del primer castillo a Rhodri el Grande, pero no se conservan restos de ese período. Posteriormente Dinefwr se convirtió en la principal fortaleza de Hywel el Bueno, nieto de Rhodri, primer gobernante de Deheubarth y posteriormente de la mayor parte de Gales. Rhys ap Gruffydd, gobernante de Deheubarth de 1155 a 1197 se cree que reconstruyó el castillo. Giraldus Cambrensis afirma que Enrique II de Inglaterra planeó asaltar el castillo durante una campaña militar contra Rhys. Uno de los seguidores de mayor confianza de Enrique fue enviado en una misión de reconocimiento, guiado por un sacerdote galés local. El sacerdote llevó al explorador por la ruta más difícil que pudo encontrar, y se detuvo para comer hierba afirmando que era la dieta de los galeses en tiempos difíciles. El ataque planeado por los ingleses fue abandonado.
A la muerte de Rhys ap Gruffydd el castillo pasó a su hijo Rhys Gryg, y las partes más antiguas conservadas del castillo proceden de este período. Llywelyn el Grande, rey de Gwynedd comenzó a extender su influencia hacia Deheubarth en el siglo XIII, y Rhys, que no consiguió resistir su poder, se vio obligado a desmantelar el castillo. Sin embargo, Llywelyn lo restauró y lo retuvo hasta su muerte en 1240. En el año 1255 Llywelyn el Último Rey entregó Dinefwr a Rhys Fychan, quien a su vez lo entregó posteriormente a Maredydd ap Rhys, antes de volver a Rhys Fychan. Maredydd se alió con el rey Eduardo I de Inglaterra, y le ayudó a capturar el castillo de Dinefwr en 1277. Aparentemente, el rey inglés le había prometido el castillo a cambio de su ayuda, pero Eduardo I no mantuvo su promesa y ordenó ejecutar a Maredydd en 1291.
El castillo quedó en manos inglesas, aunque según las crónicas fue incendiado durante la rebelión de Llywelyn Bren en 1316. En 1317 fue entregado a Hugh Despenser, favorito del rey. Fue asediado sin éxito por las fuerzas de Owain Glyndwr en 1403. A finales del siglo XV el castillo era propiedad de Sir Rhys ap Thomas, que llevó a cabo una enorme labor de reconstrucción. En 1531 su nieto fue ejecutado por traición y el castillo fue confiscado por la Corona inglesa, aunque la familia consiguió recuperarlo posteriormente. Hacia 1600 Newton House fue construida en las cercanías y el castillo fue abandonado.
Actualmente el castillo es mantenido por Cadw (un departamento administrativo galés para el cuidado de edificios históricos)y se encuentra dentro de Dinefwr Park, propiedad del Fondo Nacional para Lugares de Interés Histórico o Belleza Natural. Los visitantes que desean contemplar el castillo deben pagar admisión si no son miembros del Fondo Nacional. Es necesario pagar una entrada adicional para visitar Newton House.